# Emesis tenedia
Emese tenedia é uma espécie de borboleta da família de borboletas conhecida como Riodinidae. Ela pode ser encontrada na América do Norte.
O número MONA ou Hodges de Emese tenedia é 4401.1.

## Subespécies
Estas três subespécies pertencem à espécie Emese tenedia:
- Emese tenedia melancholica Stichel, 1916 c g
- Emese tenedia ravidula Stichel, 1910 c g
- Emese tenedia tenedia g

Fontes de dados: i = ITIS, c = Catálogo da Vida, g = GBIF, b = Bugguide.net